# Lakeview, Oregon
Lakeview là một thành phố trong Quận Lake tiểu bang Oregon, Hoa Kỳ. Dân số là 2.474 theo Điều tra Dân số Hoa Kỳ năm 2000. Ước tính năm 2006 là 2.655 cư dân. Nó là quận lỵ của Quận Lake.6

## Địa lý
Lakeview nằm ở vị trí 42°11′20″B 120°21′0″T / 42,18889°B 120,35°TĐã đưa tham số không hợp lệ vào hàm {{#coordinates:}} (42.188904, -120.350121)1. Ở cao độ 4.800 ft (1.463,65 mét), Lakeview là một trong các thành phố nằm trên cao nhất tại Oregon.
Theo Cục Điều tra Dân số Hoa Kỳ, thành phố có tổng diện tích là 4,1 km² (1,6 mi²). 4,0 km² (1,6 mi²) là đất và chỉ có 0,64% là nước.

## Nhân khẩu
Theo thống kê năm 2000 thì thành phố có số dân là 2.474 cư dân, 1.037 hộ gia đình, và 695 gia đình sống trong thành phố. Mật độ dân số là 612,3 người/km² (1.582,7/mi²). Có khoảng 1.220 đơn vị nhà ở mật độ 302,0/km² (780,5/mi²). Tỉ lệ chủng tộc là 91,47% người da trắng, 0,04% người Mỹ gốc Phi châu, 2,47% người bản thổ châu Mỹ, 0,93% người gốc Á châu, 0,16% người các đảo Thái Bình Dương, 3,07% thuộc dân tộc khác và 1,86% có từ hai hoặc nhiều chủng tộc. Người nói tiếng Tây Ban Nha thuộc tất cả các chủng tộc là 5.86% dân số.
Có 1.037 hộ gia đình trong đó 29,1% có con cái dưới 18 sống chung với gia đình, 53,3% là vợ chồng sống chung với nhau, 9,7% có chủ hộ gia đình là nữ và không có chồng, và 32,9% không phải gia đình. 30,2% của tổng số hộ gia đình là người độc thân và 13,5% có người sống một mình trên 65 tuổi hoặc già hơn. Trung bình một hộ gia đình là 2,34 và mỗi gia đình có 2,85.
Trong thành phố, dân số được phân chia như sau: 25,4% dưới 18, 5,0% từ 18 đến 24, 24,1% từ 25 đến 44, 25,9% từ 45 đến 64, và 19,6% từ 65 tuổi trở lên. Tuổi trung bình là 43. Cứ mỗi 100 nữ thì có 94,2 nam. Cứ mỗi 100 nữ tuổi từ 18 trở lên thì có 89,8 nam.
Lợi tức trung bình của một hộ gia đình trong thành phố là 30.960 đô la, và lợi tức trung bình của một gia đình là 38.953. Nam có lợi tức trung bình là 31.958 so với 22.198 đối với nữ. Lợi tức bình quân đầu người của thành phố là 15.649. đô là. Khoảng 14,3% gia đình và 15,3% dân số sống dưới mức nghèo khó, bao gồm 20,1% những người đó dưới 18 tuổi và 13,3% tuổi từ 65 và lớn hơn.

## Khí hậu
Thành phố có trung bình 35 ngày mưa mỗi năm, 12 ngày nhiệt độ cao đến 90 °F (32 °C) hay cao hơn, và 167 ngày có nhiệt độ thấp dưới đóng băng. Nhiệt độ trung bình tháng giêng là 27 °F (-3 °C), và tháng 7 là 67 °F (19 °C). Tuyết rơi trung bình hàng năm là 54 in (137 cm).
| Dữ liệu khí hậu của Lakeview 2 NNW, Oregon (1971−2000) | Dữ liệu khí hậu của Lakeview 2 NNW, Oregon (1971−2000) | Dữ liệu khí hậu của Lakeview 2 NNW, Oregon (1971−2000) | Dữ liệu khí hậu của Lakeview 2 NNW, Oregon (1971−2000) | Dữ liệu khí hậu của Lakeview 2 NNW, Oregon (1971−2000) | Dữ liệu khí hậu của Lakeview 2 NNW, Oregon (1971−2000) | Dữ liệu khí hậu của Lakeview 2 NNW, Oregon (1971−2000) | Dữ liệu khí hậu của Lakeview 2 NNW, Oregon (1971−2000) | Dữ liệu khí hậu của Lakeview 2 NNW, Oregon (1971−2000) | Dữ liệu khí hậu của Lakeview 2 NNW, Oregon (1971−2000) | Dữ liệu khí hậu của Lakeview 2 NNW, Oregon (1971−2000) | Dữ liệu khí hậu của Lakeview 2 NNW, Oregon (1971−2000) | Dữ liệu khí hậu của Lakeview 2 NNW, Oregon (1971−2000) | Dữ liệu khí hậu của Lakeview 2 NNW, Oregon (1971−2000) |
| Tháng                                                  | 1                                                      | 2                                                      | 3                                                      | 4                                                      | 5                                                      | 6                                                      | 7                                                      | 8                                                      | 9                                                      | 10                                                     | 11                                                     | 12                                                     | Năm                                                    |
| ------------------------------------------------------ | ------------------------------------------------------ | ------------------------------------------------------ | ------------------------------------------------------ | ------------------------------------------------------ | ------------------------------------------------------ | ------------------------------------------------------ | ------------------------------------------------------ | ------------------------------------------------------ | ------------------------------------------------------ | ------------------------------------------------------ | ------------------------------------------------------ | ------------------------------------------------------ | ------------------------------------------------------ |
| Cao kỉ lục °F (°C)                                     | 66 (19)                                                | 70 (21)                                                | 79 (26)                                                | 88 (31)                                                | 97 (36)                                                | 100 (38)                                               | 106 (41)                                               | 108 (42)                                               | 99 (37)                                                | 90 (32)                                                | 79 (26)                                                | 66 (19)                                                | 108 (42)                                               |
| Trung bình ngày tối đa °F (°C)                         | 37.8 (3.2)                                             | 42.1 (5.6)                                             | 47.8 (8.8)                                             | 55.8 (13.2)                                            | 64.6 (18.1)                                            | 73.9 (23.3)                                            | 83.8 (28.8)                                            | 83.1 (28.4)                                            | 75.0 (23.9)                                            | 62.8 (17.1)                                            | 46.0 (7.8)                                             | 38.7 (3.7)                                             | 59.4 (15.2)                                            |
| Tối thiểu trung bình ngày °F (°C)                      | 20.7 (−6.3)                                            | 24.1 (−4.4)                                            | 27.9 (−2.3)                                            | 31.6 (−0.2)                                            | 37.6 (3.1)                                             | 44.1 (6.7)                                             | 50.4 (10.2)                                            | 48.4 (9.1)                                             | 41.7 (5.4)                                             | 33.1 (0.6)                                             | 26.1 (−3.3)                                            | 20.7 (−6.3)                                            | 33.8 (1.0)                                             |
| Thấp kỉ lục °F (°C)                                    | −24 (−31)                                              | −22 (−30)                                              | −4 (−20)                                               | 1 (−17)                                                | 18 (−8)                                                | 19 (−7)                                                | 30 (−1)                                                | 27 (−3)                                                | 12 (−11)                                               | 0 (−18)                                                | −8 (−22)                                               | −20 (−29)                                              | −24 (−31)                                              |
| Lượng Giáng thủy trung bình inches (mm)                | 1.90 (48.3)                                            | 1.69 (42.9)                                            | 1.70 (43.2)                                            | 1.30 (33.0)                                            | 1.46 (37.1)                                            | 0.99 (25.1)                                            | 0.48 (12.2)                                            | 0.42 (10.7)                                            | 0.77 (19.6)                                            | 1.02 (25.9)                                            | 1.86 (47.2)                                            | 1.90 (48.3)                                            | 15.49 (393.5)                                          |
| Lượng tuyết rơi trung bình inches (cm)                 | 10.2 (25.9)                                            | 10.8 (27.4)                                            | 6.4 (16.3)                                             | 4.0 (10.2)                                             | 1.8 (4.6)                                              | 0.1 (0.3)                                              | 0.0 (0.0)                                              | 0.0 (0.0)                                              | 0.2 (0.5)                                              | 1.4 (3.6)                                              | 7.0 (17.8)                                             | 10.1 (25.7)                                            | 52.1 (132.3)                                           |
| Số ngày giáng thủy trung bình (≥ 0.01 in)              | 11.6                                                   | 10.7                                                   | 11.7                                                   | 9.5                                                    | 8.3                                                    | 5.8                                                    | 3.1                                                    | 2.6                                                    | 4.0                                                    | 6.0                                                    | 10.4                                                   | 11.1                                                   | 94.8                                                   |
| Số ngày tuyết rơi trung bình (≥ 0.1 in)                | 5.1                                                    | 4.9                                                    | 3.1                                                    | 2.0                                                    | 0.9                                                    | 0.1                                                    | 0.0                                                    | 0.0                                                    | 0.1                                                    | 0.6                                                    | 3.5                                                    | 5.1                                                    | 25.2                                                   |
| Nguồn: NOAA                                            |                                                        |                                                        |                                                        |                                                        |                                                        |                                                        |                                                        |                                                        |                                                        |                                                        |                                                        |                                                        |                                                        |